# Інститут імунології та експериментальної терапії імені Людвіка Гіршфельда Польської академії наук
Інститут імунології та експериментальної терапії імені Людвіка Гіршфельда Польської академії наук – науково-дослідний інститут, підпорядкований 5-му факультету медичних наук Польської академії наук та розташований у Вроцлаві на вул. Рудольфа Вайгля № 12; заснований у 1952 році відомим польським мікробіологом та імунологом, професором Людвіком Гіршфельдом. У 2014 році заклад отримав статус Провідного національного наукового центру як партнер консорціуму «Вроцлавський біотехнологічний центр». Дослідження, які проводяться в рамках діяльності інституту, включають антропологію, імунологію, мікробіологію, включаючи вірусологію, та експериментальну онкологію. Інститут є єдиним центром в Європейському Союзі, який займається експериментальною фаготерапією, яка використовується для боротьби зі складними випадками інфікування бактеріями, стійкими до ліків.

## Структура[8]
У дужках наведено керівників організаційних підрозділів Інституту.
- Кафедра антропології (проф. Sławomir Kozieł)
- Кафедра мікробіології
  - Лабораторія молекулярної біології мікроорганізмів (д-р Анна Павлік)
  - Мікробіомна імунобіологічна лабораторія (д-р хаб. Сабіна Гурська)
- Незалежна лабораторія бактеріофагів[9] (проф. Анджей Гурський, доктор медичних наук)
- Кафедра імунохімії
  - Лабораторія імунохімії мікроорганізмів та вакцин (проф. Йоланта Лукасевич, доктор технічних наук)
  - Глікобіологічна лабораторія (проф. д-р hab. Marcin Czerwiński)
- Лабораторія спектроскопії ЯМР (д-р Томаш Нідзела)
- Кафедра клінічної імунології
  - Лабораторія клінічної імунології (проф. Анджей Ланге, доктор медичних наук)
  - Лабораторія імуногенетики та тканинної імунології (д-р hab. Izabela Nowak)
  - Лабораторія клінічної імуногенетики та фармакогенетики (проф. Катажина Богуня-Кубік)
- Кафедра імунології інфекційних хвороб (проф. Анджей Гамян, Ph.D.)
  - Лабораторія геноміки та біоінформатики (dr hab. Łukasz Łaczmański)
  - Лабораторія медичної мікробіології (проф. Анджей Гамян, Ph.D.)
  - Вірусологічна лабораторія (д-р Егберт Піасецький)
- Лабораторія взаємодій біологічних наноструктур (проф. Анджей Гамян, Ph.D.)
- Кафедра експериментальної терапії (проф. Міхал Зімецький, доктор філософії)
  - Лабораторія імунобіології (проф. Міхал Зімецький, Ph.D.)
  - Імунопатологічна лабораторія (проф. Irena Frydecka, MD)
  - Лабораторія репродуктивної імунології (проф. Анна Хелмонська-Сойта)
  - Лабораторія генетики та епігенетики хвороб людини (д-р хаб Лідія Карабон)
- Кафедра імунології раку проф. доктор філософії Павло Киселов
  - Лабораторія молекулярної та клітинної імунології (д-р хаб. Малгожата Цебрат)
  - Лабораторія імунології раку (д-р hab. Arkadiusz Miążek)
- Відділення експериментальної онкології (проф. Leon Strządała)
  - Лабораторія молекулярної імунобіології раку (д-р хаб. Войцех Калас)
  - Лабораторія експериментальної протипухлинної терапії (проф. Йоанна Вітжик, Ph.D.)
  - Лабораторія біомедичної хімії (д-р Томаш Гощинський)
- Автономна лабораторія. Біологія стовбурових і ракових клітин (проф. Олександра Клімчак, доктор філософії)
- Медичний центр (dr hab. Ryszard Międzybrodzki)
  - Лабораторія тканинної імунології медичного центру  (проф. Катажина Богуня-Кубік)
- Центр фагової терапії з філіями в Кракові та Ченстохові[10] (проф. Анджей Гурський, доктор медичних наук)

## Виноски
1. 1 2  GRID Release 2017-05-22 — 2017-05-22 — 2017. — doi:10.6084/M9.FIGSHARE.5032286
2. ↑  Wydział V Nauk Medycznych | Instytucja PAN
3. ↑  IITD PAN Wrocław - Kontakt
4. ↑  IITD PAN Wrocław - O nas
5. ↑  IITD PAN Wrocław - KNOW
6. ↑  IITD PAN Wrocław - Książka adresowa
7. ↑  IITD PAN Wrocław - Bacteriophage research and therapy
8. ↑  IITD PAN - Struktura
9. ↑  Laboratorium Biologii Molekularnej Bakteriofagów. Instytut Immunologii i Terapii Doświadczalnej (pl-PL) . Процитовано 4 грудня 2024.
10. ↑  Ośrodek Terapii Fagowej. Instytut Immunologii i Terapii Doświadczalnej (pl-PL) . Процитовано 4 грудня 2024.